# Delitto al circolo del tennis
Delitto al circolo del tennis è un film del 1969 diretto da Franco Rossetti.

## Trama
Un gruppo di giovani borghesi annoiati e in cerca di forti emozioni, costringono per mettere in crisi l'equilibrio morale, il ricco padre di una di loro.